# 柬埔寨—泰國關係
泰柬关系是指柬埔寨和泰國兩個國家之間的雙邊外交關係。两国皆为东盟成员国，在制度上两国均为君主立宪制国家。

## 历史
泰国为柬埔寨西北邻国，历史上，高棉帝国极盛时期曾经统治今泰国的大部分地区，但高棉帝国自14世紀開始迅速衰敗，泰族人的素可泰王國和阿瑜陀耶王國相繼崛起并成為高棉帝國的勁敵，阿瑜陀耶王國亦不断入侵高棉帝国，在1394年，吳哥再度被阿瑜陀耶王拉梅萱攻破。高棉王博涅亞認為吳哥城無法防禦，於1431年遷都金邊，自此高棉帝國時代結束。16世纪末，柬埔寨一度成为暹羅的附属国。在19世纪越南入侵期间，泰国拉达那哥欣王国也支持了1840年柬埔寨抗越大起义。

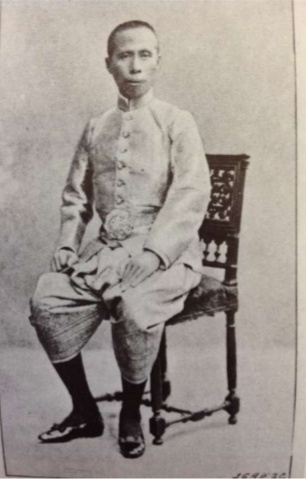
诺罗敦·尤根托

柬埔寨沦为法国殖民地后，泰国亦曾给予柬埔寨国王諾羅敦和其子诺罗敦·尤根托政治庇护。法暹戰爭后，在法国的支持下，柬埔寨收复了泰国占领的班迭棉吉省和马德望省。
1953年11月9日，柬埔寨脫離法國獨立，国王施亚努开始实行“佛教社会主义”国家计划，大力提倡社会主义原则，但也维护柬埔寨的佛教文化，重视与邻国泰国的外交关系，1970年柬埔寨政變后，西哈努克被推翻，实行反共主义的高棉共和国成立，高棉共和国完全依賴於美國的大量援助，柬埔寨与泰国的关系得到了显著加强。在柬越战争期间，泰国拒绝承认柬埔寨人民共和国而承认由波尔布特等人领导的民主柬埔寨聯合政府，泰国、马来西亚、新加坡及英国亦给予了民主柬埔寨联合政府一定的军事、资金援助。

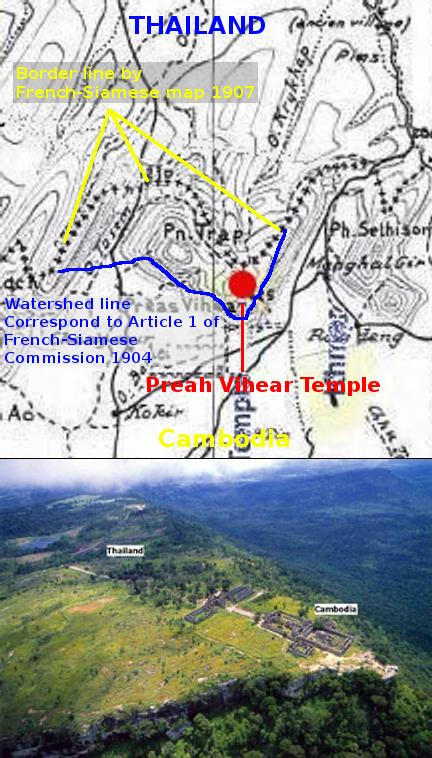
柏威夏寺位置及泰国与柬埔寨之间所争议边界线示意图。1962年海牙国际法院裁定柏威夏寺主权归属柬埔寨。

柬埔寨在经历了战后过渡时期后恢复秩序，与泰国的关系因为加入东盟而得到加强。但两国对柏威夏寺所属权的争议曾周期性的爆发。在2008年10月，两国在国境线上曾经发生大规模的军事冲突。2011年2月5日，柬埔寨和泰国两国军队在柏威夏地区再次发生武装冲突，一度出动了大炮等重武器。最终，2013年11月11日，聯合國國際法院就1962年的裁决做出厘清，宣判柏威夏寺周围土地的主权归属柬埔寨。尽管如此，2011年8月泰国总理英拉上台后，柬泰两国关系有所改善。双方各部门、各领域往来也更加频繁。柬埔寨首相洪森曾和前泰國首相塔信關係密切，并于2009至2010年間聘任他信為柬埔寨經濟顧問。两国也拥有较为频繁的民间交流往来。
2025年5月28日，柬埔寨与泰国军方在翡翠三角附近交火，造成柬方一名士兵死亡。双方互相指责对方挑起事端。
2025年6月19日，泰国外交部召见柬埔寨驻泰国大使，就柬方泄露泰国总理佩通坦·欽那瓦与柬埔寨参议院主席、前首相洪森的电话录音提出严正抗议。事件发生后，泰国关闭与柬埔寨接壤的边境地区，柬埔寨要求各电视台停播泰国影视节目。
自2025年7月开始，柬埔寨与泰国在争议边境地区爆发自2011年以来最严重的军事冲突。此次冲突围绕柏威夏寺附近争议领土的塔莫安寺（Ta Moan Thom）及塔格贝寺（Ta Krabey）等古庙归属问题展开。冲突导致双方重大人员伤亡和平民流离失所，引发国际社会广泛关注。
2025年7月24日：双方在奥多棉吉省（柬埔寨）与素林府（泰国）交界处爆发武装冲突，起因是泰国士兵在争议地区触雷重伤。柬埔寨宣布将两国外交关系降至二等秘书级，并驱逐泰国驻柬外交人员。
2025年7月25-26日：冲突持续扩大，泰国出动F-16战斗机及炮兵部队，柬埔寨指责泰国"故意侵略"。双方互相关闭部分边境口岸，泰国疏散边境七省近14万平民，柬埔寨约13.5万人撤离。
2025年7月27日：美国总统唐纳德·特朗普分别致电柬埔寨首相洪玛奈与泰国代理总理普坦·威差耶猜，要求立即停火，并明示"若冲突不止将终止与两国的贸易谈判"。双方宣布原则上同意停火，但边境交火仍在持续。
- 2025年7月28日（泰国国王诞辰公共假日[21]）：
  - 凌晨3时：泰国军队向柬埔寨奥多棉吉省发动炮击和空袭，柬埔寨称成功击退进攻[17]。
  - 下午：两国领导人在马来西亚总理安瓦尔·易卜拉欣主持下于布城举行会谈，中国与美国驻马大使参与协调[22]。
  - 19:00（格林尼治标准时间）：三方联合宣布达成"立即无条件停火"协议，定于当地时间7月29日00:00（格林尼治时间7月28日17:00）生效[22][23]。

## 交通

### 公路
柬埔寨5号国道连接了泰国的国道33号，而素坤逸路则连接了泰国的桐艾府及柬埔寨的戈公省。但两国的道路通行方向则相反。国际公路的建造也促成了柬埔寨国内波贝等边境城市的兴起。

### 铁路
泰国政府于1907年1月24日修建了东线铁路，并于1941年延伸到柬埔寨，但5年後的第二次世界大戰結束時拆除。1953年，泰國國鐵在柬埔寨的要求下重建6公里鐵路線，並於1955年4月22日通車，但1961年因為关系緊張再次關閉。跨國部分於2019年4月重開。

### 航空
柬埔寨领空的民航管制因柬埔寨设备落后及政治动荡于1972年被国际民航组织划归曼谷飞行情报区管理的曼谷飞行责任区（AOR）。2001年泰柬政府签订合约，规定泰柬成立合资公司管理金边飞行情报区33年。2009年柬埔寨以怀疑合资公司泰方人员在他信倒台在柬埔寨流亡期间向泰国提供其飞行信息为由收回合资公司控制权，2010年撤回。
| 柬埔寨   | 泰國（按照都會區人口排列） |
| -------- | --- |
| 金边     | 曼谷蘇凡納布（瀾湄航空、柬埔寨景成國際航空、泰國國際航空、泰國微笑航空、曼谷航空、） 曼谷廊曼（泰國亞洲航空） 普吉岛（泰國亞洲航空） |
| 暹粒     | 曼谷蘇凡納布（泰國微笑航空、曼谷航空） 曼谷廊曼（泰國亞洲航空） 普吉岛（泰國亞洲航空）                                               |
| 西哈努克 | 曼谷廊曼（泰國亞洲航空） |